# Stanislav Preprek
Stanislav Preprek (Šid, 16. april 1900 – Petrovaradin, 13. februar 1982) bio je hrvatski i vojvođanski horovođa, orguljaš, kompozitor, melograf, književnik, pedagog; pisao je novele i pesme i publicistička dela, muzičke studije i kritike, prevodio je arapske, kineske i nemačke pesnike (s nemačkoga je preveo asirsko-vavilonski ep Gilgameš).

## Obrazovanje
Osnovnu školu završio je u Grabovcima u Sremu, u Mitrovici nižu realnu gimnaziju, a u Petrinji je 1918. završio Učiteljsku školu u kojoj je od 1916-1918. muziku privatno učio kod profesora muzike i kompozitora Vladimira Stahuljaka. Kao učitelj je službovao u Novoj Kapeli, Petrovaradinu, te paraleleno bio orguljaš (crkva sv. Jurja u Petrovaradinu) i horovođa (u hrvatskim pevačkim društvima „Neven" u Petrovaradinu i „Zvonimir" u Sremskim Karlovcima)

## Muzičko delovanje
Svoju prvu kompoziciju za glas i klavir “Laku noć” napisao je sa čestrnaest godina, a prva njegova kompozicija koja je objavljena je „O dođi, Tvorče" za mešoviti hor, objavljena godine 1922. i to u muzičkom prilogu prvog broja zagrebačkog časopisa „Sv. Cecilija". Među značajnije Preprekova dela spadaju kompozicije Kantata „Uskrsnuće" za soliste, mešoviti hor i orgulje, Svita za orgulje, Simfonija, četiri gudačka kvarteta, klavirske minijature, te ciklus samopjeva za glas i klavir „Proljetne vode". 
Objavio je dosta radova iz područja melografije.
Komponovao je minijature prema svojim impresionističkim uzorima. Upoznavanjem rada Druge bečke škole, u njegovim kompozicijama se javlja ekspresionizam. Sve ovo ima veću težinu, budući da je u kompoziciji velikim dijelom bio samouk.
Po njemu se danas zove hrvatsko umetničko kulturno prosvjetno društvo u Novom Sadu, osnovano rane jeseni 2005..
Preprekov posljednji učenik i pomagač, prepisivač i saradnik te zakonski naslednik svih njegovih prava na njegova dela je Đuro Rajković. S Rajkovićem je sarađivao još dok je bio član petrovaradinske knjižare 'Vladimir Nazor' koja je dok je Preprek 19 godina radio u njoj, bila žarište kulturnog života Petrovaradina. Rajković i Preprek sarađivali su na kulturnom, muzičkom i drugim poljima.

## Ostale aktivnosti
Preprek je pisao prozu i poeziju, a bavio se i slikarstvom. Preveo je s nemačkog jezika, znameniti sumersko-vavilonski ep „Gilgameš". Pisao je novele i pesme a posthumno je objavljena i knjiga sa njegovim sabranim pesama „Pred tminama", Novi Sad, 2004. 
Prof. Đuro Rajković 2006. je objavio monografiju „Stanislav Preprek: život i djelo", u kojoj je prikazano Preprekovo muzičko stvaralaštvo uz popis crkvenih, svetovnih dela i harmonizacijâ, prepisa i književnih ostvarenja. Isti je autor objavio knjigu „Prilozi za povijest knjižničarstva u Petrovaradinu" koja predstavlja svestranog Stanislava Prepreka kao zaslužnog knjižničara.

## Dela
- simfonija
- djela za gudačke kvartete
- klavirska sonata
- suita za orgulje (prvi puta je u cijelosti izveo mr.Kornelije Vizin u Subotici 28.kolovoza 2011.g.)
- solo-pjesme
- klavirske minijature
- književna
- prevodi
  - Gilgameš, ep, 1961.

## Literatura
1. Eva Kirchmayer Bilić: »BAŠTINA BAČKIH HRVATA. Uz 30. obljetnicu smrti Stanislava Prepreka«, u: Hrvatsko slovo, 24.8.2012.

## Spoljašnje veze
- Članak na NSK u Zagrebu
- Klasje naših ravni Ciklus pjesama "Kao u snu"
- Klasje naših ravni Božićne kolede iz Petrovaradina
- Knjiga Đure Rajkovića "Stanislav Preprek - život i djelo"
- "Stanislav Preprek kompozitor,pesnik,bibliotekar"